# Elephant Hotel
L'Elephant Hotel est un ancien hôtel historique qui sert aujourd'hui d'hôtel de ville à Somers, dans le comté de Westchester, à New York, aux États-Unis.  Il a été inscrit sur le registre national des lieux historiques (NRHP) le 7 août 1974 en tant que Somers Town House et a été désigné monument historique national en 2005 en tant que Elephant Hotel.   C'est également une propriété contributive (Contributing property) du district historique de Somers Hamlet, inscrit au NRHP.  Il est situé au 335 US route 202 , en face de l'extrémité nord de NY 100 . 

## Histoire

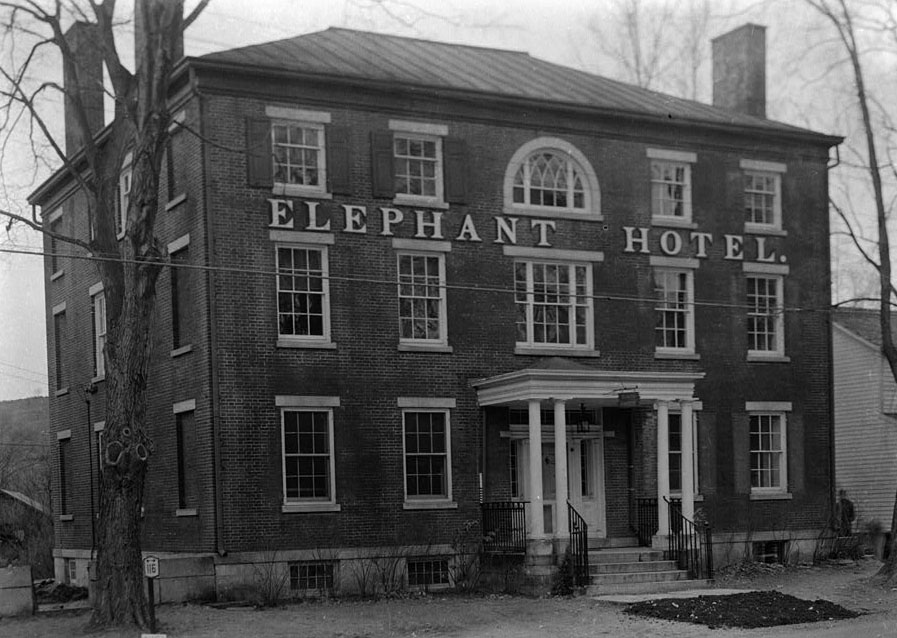
L’hôtel Elephant photographié pour l’enquête sur les bâtiments historiques américains dans les années 1930.

Hachaliah Bailey (connu pour être le créateur de Bailey Circus) a construit l'hôtel Elephant à Somers, dans l'État de New York, après avoir acheté un éléphant d'Afrique, qu'il a baptisée " Old Bet ".  Bailey avait l'intention d'utiliser l'éléphant pour le travail à la ferme, mais le nombre de personnes qu'il attirait, l'amena à lui faire faire le tour du nord-est.  Old Bet a été tué en tournée en 1816, quand elle a été abattue par un agriculteur local.   Les tournées de Bailey sont les premières de ce type dans le pays et en inspirent de nombreuses autres avec des animaux exotiques. Au cours des années 1830, le cirque à l'ancienne et les attractions de Bailey fusionnent pour former le cirque moderne.  Pour cette raison, Somers est connu comme le "berceau du cirque américain".  
Bailey avait acheté ce terrain en 1805 et avait commencé la construction de l'hôtel en 1821, en mémoire de ses animaux.  Old Bet aurait été enterré devant ce bâtiment. Le monument à Old Bet qui se dresse devant l'hôtel a été placé en 1827   En 1835, l'hôtel fut incorporé par l'Institut de zoologie. 
L'Elephant Hotel a été acheté par la ville de Somers en 1927.  C'est un monument de la ville et il a été dédié un monument historique national en 2005.

## Musée du premier cirque américain
La Somers Historical Society occupe le troisième étage de l’immeuble.  La Société exploite le musée du début du cirque américain , ouvert le jeudi après-midi et les jours fériés. 

## Culture populaire
- Monumental Mysteries a présenté un épisode sur Old Bet en 2013
- L'auteur-compositeur-interprète japonais Akiko Yano a publié un album intitulé Elephant Hotel en 1994; la couverture comporte une photo de Yano devant l'hôtel.